# アスキャ
アスキャ（Askja）はアイスランドの、標高1,516m の火山である。アイスランド島の中央高地の北部に位置する。アスキャという名前は同心円状に重なったカルデラと標高 1,500m のディンギュフィヨットル（Dyngjufjöll）山からなる山地全体を指す。なお、アイスランド語で「小箱」の意味である。

## 概要
登山できるのは年間のうち夏季の数ヶ月のみである。アスキャはヨーロッパ最大級の氷河ヴァトナヨークトルの北西にあり、年間降水量は 450mm ほどしかない。アメリカのアポロ計画において、宇宙飛行士の月面における地質学調査の訓練がアスキャで行われたことで有名である。

## 歴史

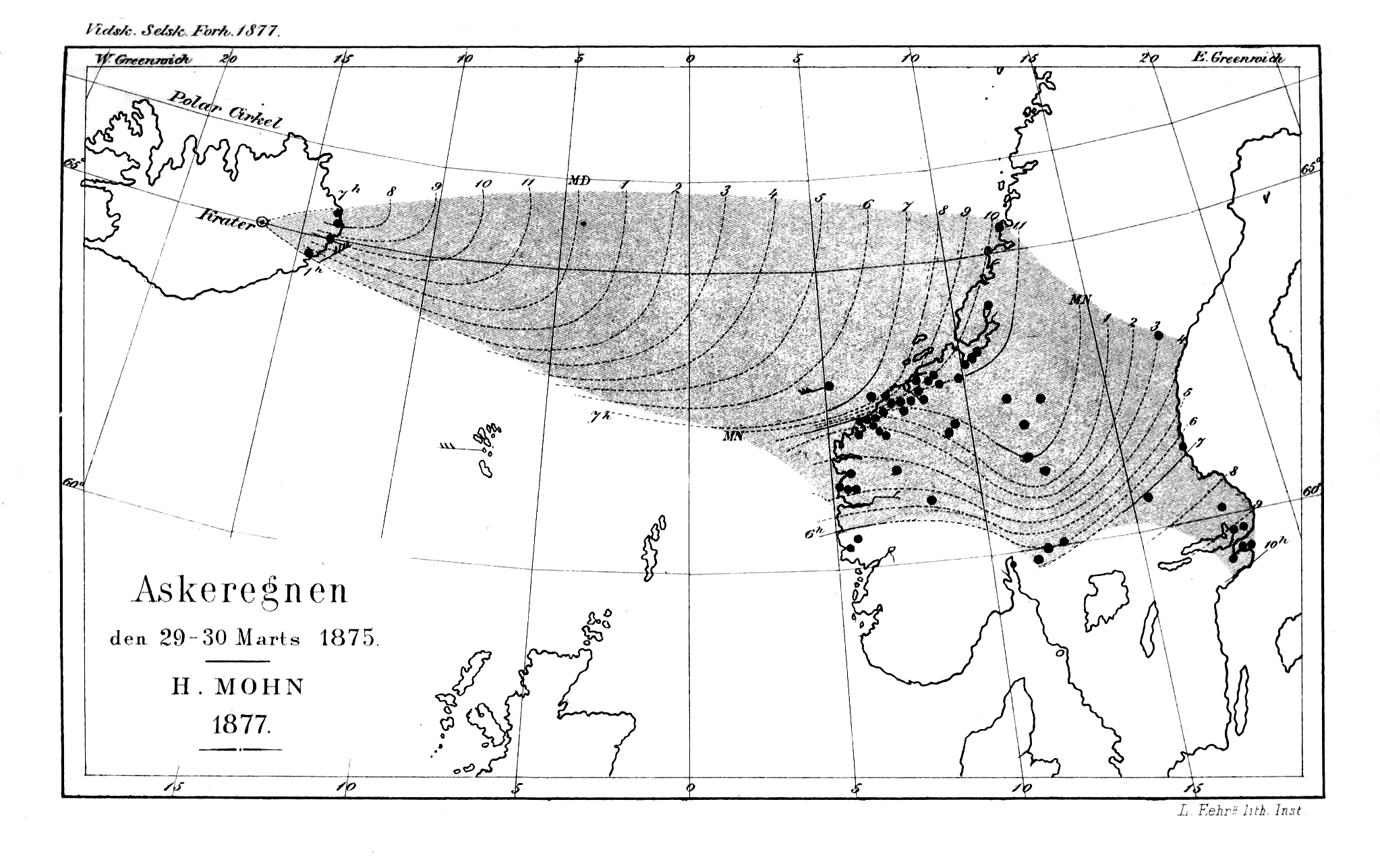
1875年の噴火時の雨による降灰の範囲。1875年3月29日から同30日までの二日間の時間発展の様子。

アスキャは、1875年3月29日に大噴火を起こすまでほとんどその存在を知られていなかった。この噴火により、アイスランド島の東部のフィヨルドには大規模な降灰があり、家畜が死ぬ、農業が行えなくなるといった被害を多く出した。この噴火による火山灰（テフラ）はノルウェーやスウェーデンにまで到達した。これによりアイスランドからの大規模な移住が起こることになった。
これよりは規模が小さいが、約11,000年前の完新世にも比較的大規模な噴火があり、それによるテフラがスウェーデンの南西部、アイルランド北部、ノルウェー北部で見つかっている。
現時点で観測されているアスキャの最後の噴火は1961年である。
アスキャの外側のカルデラは有史以前の噴火によるものであり、その内側の面積は約 50km² である。このカルデラの内側にもカルデラが見つかっている。カルデラの底の標高はおよそ 1,100m である。

## 地形
アスキャのカルデラを取り巻く位置にあるディンギュフィヨットルには、ドレカギル（Drekagil、竜の谷）と呼ばれる渓谷がある。
またアスキャの近くには、ヘルズブレイズ および クヴェルクフィヨットルという二つの火山がある。
1875年の大噴火では大きなカルデラが形成され、エスキュヴァトンという湖 (カルデラ湖)になっている。湖面は、アスキャの外側のカルデラ内部の平均的な標高（カルデラの底）よりも 50m ほど低く、湖の面積は 12km² である。湖ができたときは現在よりは気温が高かったが、現在は年間のうちほとんどの期間で湖面が凍結している。水深は 220m で、アイスランドでもっとも深い湖である。
エスキュヴァトンの北東にはヴィティ（Víti）と呼ばれる、直径約 150m の小さなカルデラ湖がある。ミネラルの多い水質で温水であり、硫黄分を含み、湖水は不透明な青色である。水温は入浴、水泳に適した温度になっているが、エスキュヴァトンでもヴィティでも湖面が周囲より低いことから、風がない日には二酸化炭素が溜まりやすいため（そういう日はかなり少ないとは言え）、湖面に近づくと意識不明になって倒れることがある。そのため水泳などは推奨されない。ヴィティも1875年の噴火で形成されたカルデラである。

### 事故
1907年、ドイツの研究者ヴァルター・フォン・クネベル（Walter von Knebel）とマックス・ルドロフ（Max Rudloff）がエスキュヴァトンを小さなボートで調査中に消息を絶った。フォン・クネベルの婚約者であったイナ・フォン・グルムブコフ（Ina von Grumbkow）は彼らの調査の足取りを追ったが、なにも見つからなかった。そのため二人の失踪の原因は不明だが、二酸化炭素中毒になり遭難したのではないかと推測されている。

## 観光
アスキャは観光名所でもあり、二つの山小屋がある。またドレカギルの近くのドレキ（Dreki）というところにキャンプ場がある。アイスランドの外周を取り巻く国道からドレカギルまで約 100km であり、四輪駆動車などで行くことができる。この道をそのまま進んでドレキからアスキャのカルデラまで 8km である。そこに駐車場があり、エスキュヴァトンおよびヴィティまで徒歩で 2.5km である。この徒歩の道は6月下旬から10月上旬までの3〜4ヶ月のみ通行可能である。

## 火山活動
2010年6月、火山研究者ヘイゼル・ライマー（Hazel Rymer）はアスキャで観測される地震が増えており、噴火が近いのではないかと予測している。これはエイヤフィヤトラヨークトルの活動の影響ではない、とされている。研究者たちはカトラの観測を続ける、としている。
アイスランド気象局によると、GPS観測により2021年8月から2023年までに地盤が60cm隆起していることが判明した。

## ギャラリー

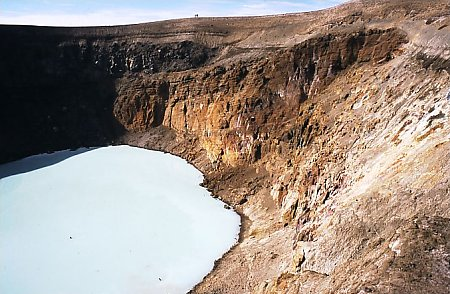
ヴィティ。地熱で湖水が温かい。
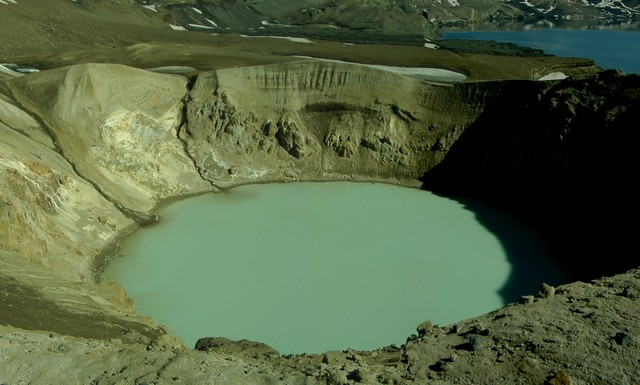
同左。
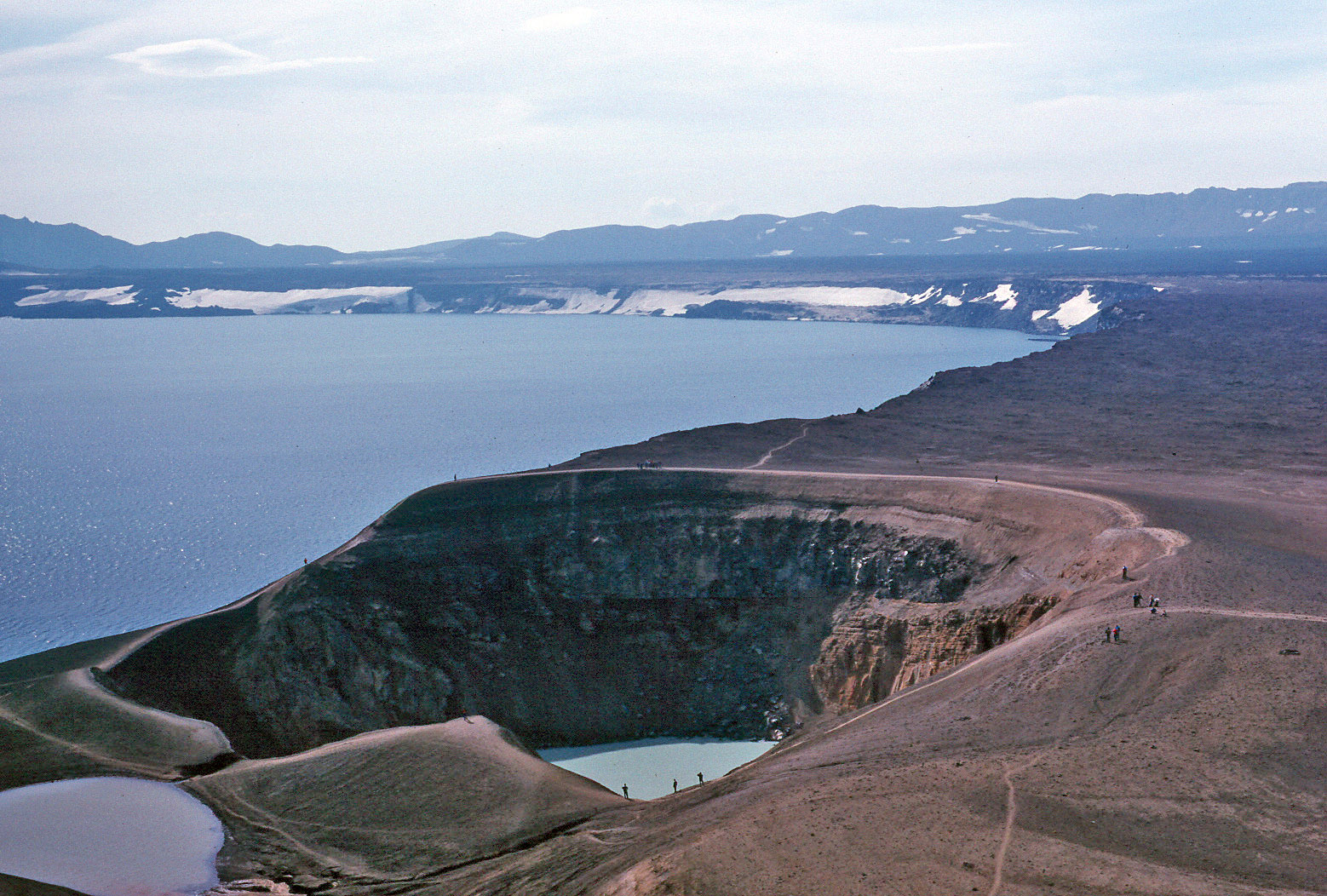
アスキャ（奥、エスキュヴァトン）とヴィティ（手前）。
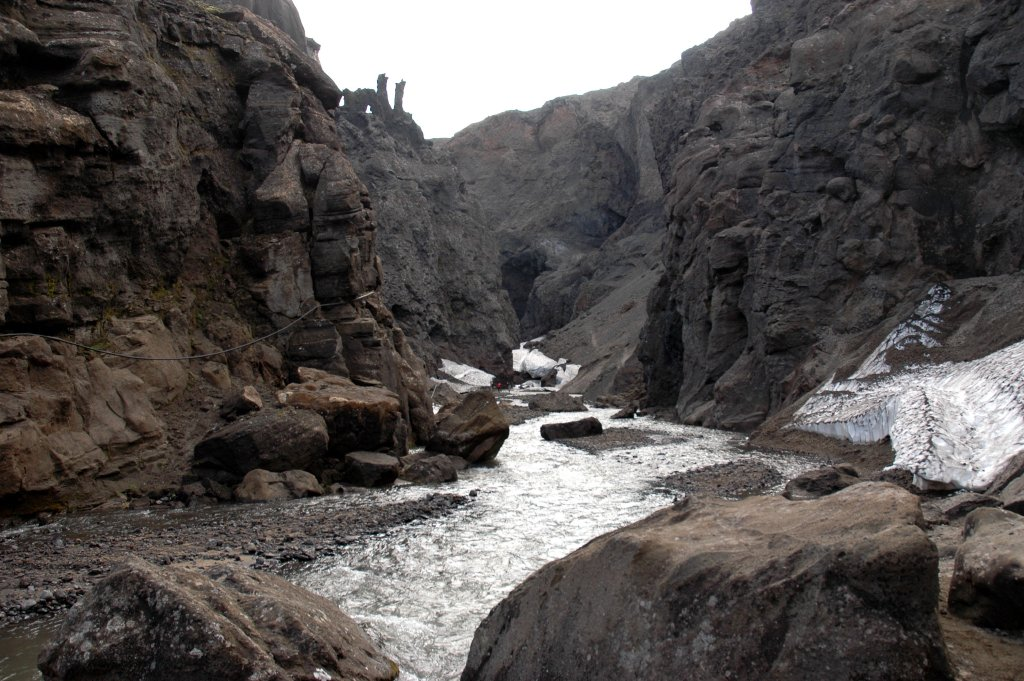
ドレカギル渓谷。
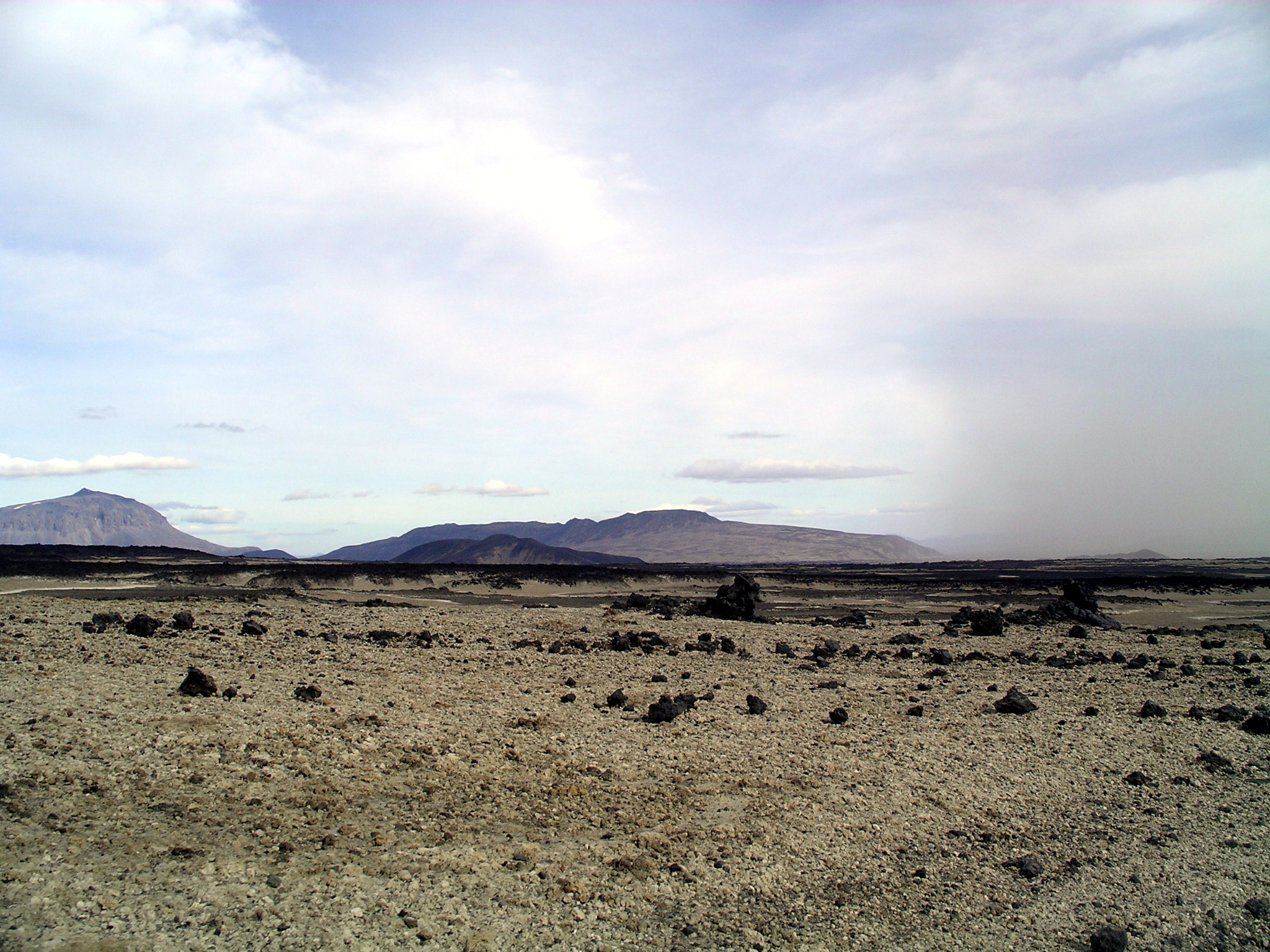
アスキャ北東部の様子。左奥にヘルズブレイズが見える。